# Xonville
Xonville é uma comuna francesa na região administrativa de Grande Leste, no departamento de Meurthe-et-Moselle. Estende-se por uma área de 7,27 km². Em 2010 a comuna tinha 119 habitantes (densidade: 16,4 hab./km²).